# Strahlaxius
Strahlaxius är ett släkte av kräftdjur. Strahlaxius ingår i familjen Strahlaxiidae.
Strahlaxius är enda släktet i familjen Strahlaxiidae.
Kladogram enligt Catalogue of Life:
| Strahlaxius | \| \| Strahlaxius plectrorhynchus \| \| \| \| \| \| Strahlaxius waroona \| \| \| \| |
|             | \| \| Strahlaxius plectrorhynchus \| \| \| \| \| \| Strahlaxius waroona \| \| \| \| |
|             | Strahlaxius plectrorhynchus                                                         |
|             |                                                                                     |
|             | Strahlaxius waroona                                                                 |
|             |                                                                                     |